# Distichophyllum apiculigerum
Distichophyllum apiculigerum là một loài Rêu trong họ Hookeriaceae. Loài này được Broth. & Paris mô tả khoa học đầu tiên năm 1911.